# Elin Klinga
Elin Karin Klinga (født 13. august 1969 i Stockholm) er en svensk skuespillerinde. Hun studerede på Teaterhögskolan i Stockholm fra 1991 til 1994.

## Privatliv
Elin Klinga er datter til den nu afdøde skuespiller Hans Klinga. Hun er gift og har tre børn.
Klingas mormor var koreografen Birgit Cullberg.

## Udvalgt filmografi
- Bananen (kortfilm, 1989)
- Glaspusterens børn (1998)
- Nu (kortfilm, 2003)
- Himlen är oskyldigt blå (2010)
- Jävla pojkar (2012)
- Se upp för Jönssonligan (2020)
- Zebrarummet (tv-serie, 2021)
- Den usandsynlige morder (tv-serie, 2021)
- Solsidan (tv-serie, 2023)